# Alexeni (okręg Jassy)
Alexeni – wieś w Rumunii, w okręgu Jassy, w gminie Țibana. W 2011 roku liczyła 663 mieszkańców.